# 吉祥寺パーキングプラザ
吉祥寺パーキングプラザ（きちじょうじパーキングプラザ、Kichijoji Parking Plaza）は、東京都武蔵野市吉祥寺本町にある立体駐車場ビル。吉祥寺駐車場株式会社が管理・運営している。

## 概要
1970年代に入り、吉祥寺地区は急速に商業圏を拡大し、マイカー利用で吉祥寺を訪れる買い物客の急増によって駐車場確保が困難になってきたため、さらなる大型駐車場が必要となり、1980年12月、当時の東京近鉄百貨店（現：ヨドバシ吉祥寺）に近接する形で新たに作られた商業施設兼立体駐車場が、この吉祥寺パーキングプラザである。
250台収容できる立体駐車場のほか、1・2階部分に駐輪場があり、また地下1階に飲食店やライブハウス「吉祥寺CLUB SEATA」が入るほか、仏壇店「日本堂」や事務所などが入居している。

### データ
| フロア   | 地上7階、地下1階 | 3～7階を駐車場として使用 |
| 収容台数 | 250              |                          |
| 営業時間 | 24時間           | 年中無休                 |
| 駐車料金 | 350円            | 31分                     |

## 契約している店舗

### 特約
- コピス吉祥寺
- 西友吉祥寺店
- 吉祥寺パルコ
- ファミリープラザ（一部店舗を除く）

### 提携
- 東急百貨店吉祥寺店

### 過去の契約店舗
- ミドリヤ吉祥寺店（現在は閉店）
- 三浦屋吉祥寺店（旧。現在はコピス吉祥寺に入店）
- 伊勢丹吉祥寺店（現在は閉店）
- ヨドバシカメラマルチメディア吉祥寺（初期のみ、現在は提携終了）

ほか

## テナント
（2017年現在）

### 地下1階（プロムナード）
- CLUB SEATA（ライブハウス） - 株式会社ベースオントップが運営。
- いせや北口店（焼き鳥店） - 2012年8月開店。店内に旧公園店の写真パネルが設置されている。
- 恋鯉（お好み焼き）[2] - 2016年12月頃に開店[3]。

### 1階
- 吉祥寺パーキングプラザ自転車駐車場 - 駐輪台数（1・2階合わせて）約1,200台（利用床面積は486.80坪）。近年増加する迷惑駐輪への対策として、武蔵野市が2010年4月1日より新たに開設した。[4]
- 日本堂吉祥寺店（仏壇店） - これまで五日市街道にあった店舗から移転、2009年5月に開店。

### 2階
- 吉祥寺パーキングプラザ自転車駐車場

### 3階
- 武蔵野美装（ビル管理会社）
- 吉祥寺駐車場株式会社（管理事務所）

### 撤退したテナント

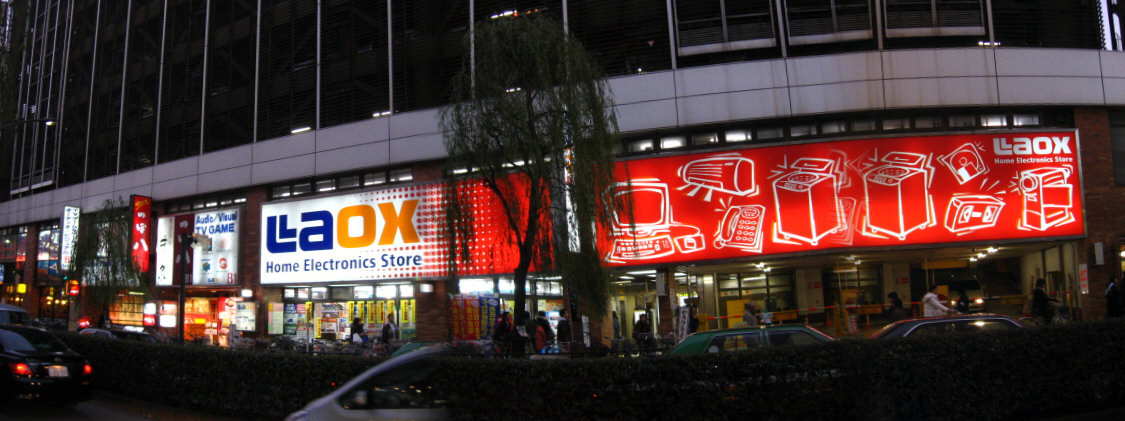
ラオックス吉祥寺店（2008年12月31日閉店。写真は2006年12月撮影）

- ラオックス吉祥寺店（家電量販店）

1981年開店。当時の近辺の競合店にはDAC吉祥寺があったが、ラオックスは同店を凌ぐ吉祥寺最大級の家電量販店ともなった。開店当初から1・2階のみで営業していた店舗はその後、吉祥寺ピカデリーの閉館とともに地下1階へもフロアを拡張した。しかし不況などによる売り上げ不振や、2007年のヨドバシ吉祥寺開店の影響もあって規模縮小に追い込まれ、末期にはコンピュータ売場だった2階を楽器専門館「MUSICVOX KICHIJOUJI」に業態転換し、1階のみに売り場を縮小したが巻き返しはならず「競争環境の激化、消費動向などから小売業にとって厳しい状況が続く」ことにより、2008年12月31日をもって閉店した。
なお、跡地は上述の通り、現在は自転車駐車場となっている。またAV機器売場跡に2009年10月3日「CLUB SEATA」がオープンした。
- 吉祥寺ピカデリー（映画館、地下1階）

本ビルの開業とともに、東京テアトルの経営・運営により「テアトル吉祥寺」としてオープン。定員203席。その後松竹の封切館になり「吉祥寺松竹」と改称。1999年6月12日に「吉祥寺ピカデリー」に改称したが、その翌年の2000年5月21日『アナザヘヴン』の上映をもって閉館、述べ20年の歴史に幕を下ろした。
閉館後、跡地はラオックス吉祥寺店のAV機器売場を経て、現在は「CLUB SEATA」となっている。
- デニーズ（ファミリーレストラン、1階）- 2008年8月31日閉店。現在同店部分に「日本堂」が入居。
- 井泉（とんかつ店）- 2012年1月30日閉店[8]。
- つぼ八吉祥寺北口店（居酒屋）- 閉店時期不明[要検証 – ノート]
- LePont（ル・ポン）（フレンチ・イタリアンレストラン）- 2016年閉店[3]